# Ani à bec lisse
Crotophaga ani
Espèce
Statut de conservation UICN

 LC  : Préoccupation mineure
L'Ani à bec lisse (Crotophaga ani) est une espèce d'oiseau de la famille des cuculidés présent de la Floride à l'Argentine et dans tout le Brésil. Il aime le soleil et prend des bains de poussière, son plumage prenant alors la couleur de la terre, de la cendre ou du charbon. Lorsqu'ils se réchauffent, ils se regroupent en bandes désordonnées de 7 à 15 individus. Il vit dans les espaces ouverts avec des buissons ou des bosquets isolés, entre les pâturages et les jardins. C'est un des rares oiseaux à être toujours présent le long des autoroutes. Il est fréquent dans les champs en friche. Il préfère les lieux humides. Il vole mal.

## Description

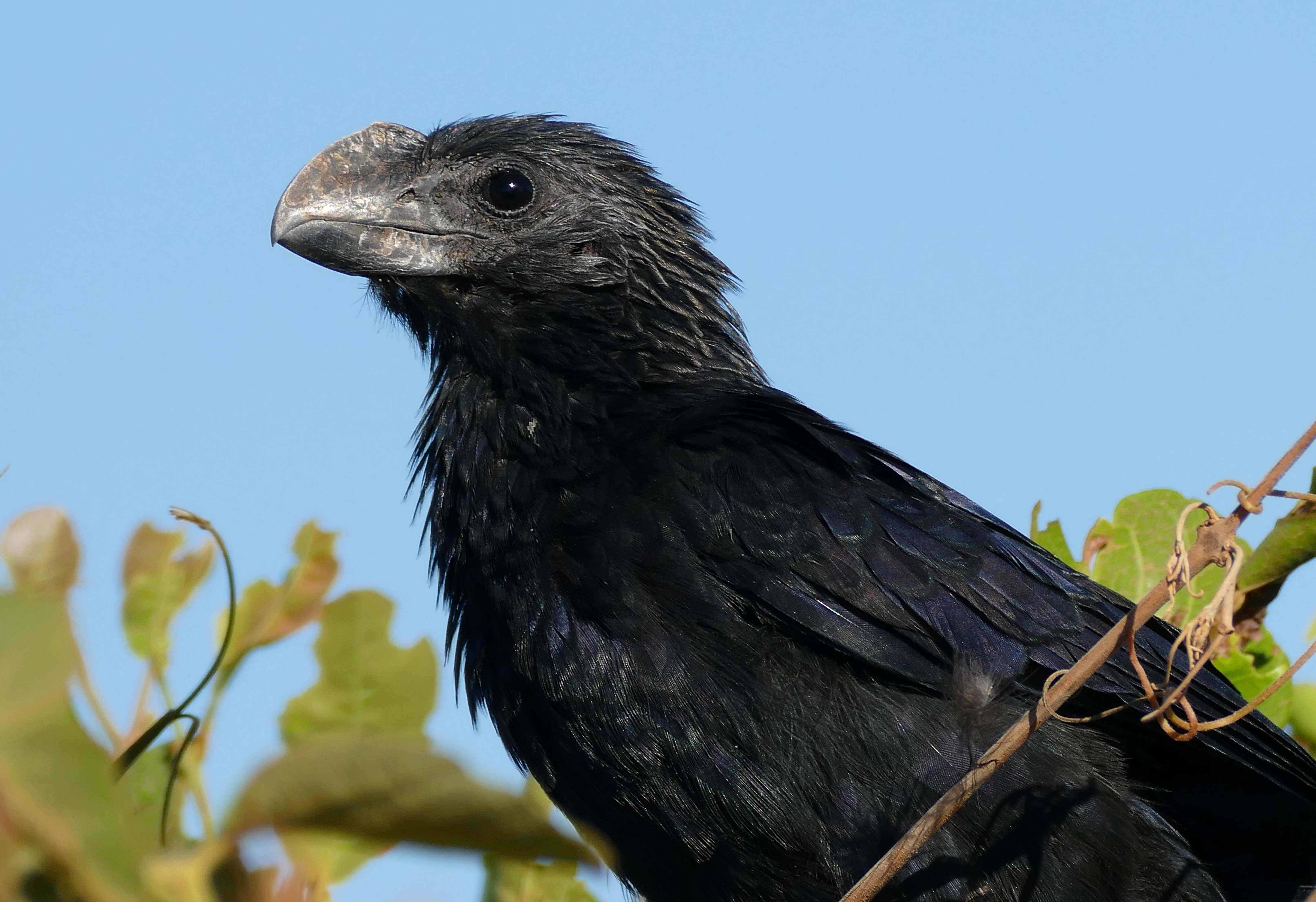
Ani à bec lisse (Mato Grosso, Brésil)

Cet oiseau mesure 33 à 35 cm et présente un corps fin avec une longue queue, un plumage entièrement noir, un bec épais, court et haut placé. Il ne présente pas de dimorphisme sexuel. Son odeur forte attire les chauves-souris et les carnivores.

## Répartition
Cette espèce vit du sud des USA au sud de l'Amérique du Sud : USA (Floride), Costa Rica, Brésil, Argentine, dans la Caraïbe. particulièrement à Haïti où l’on l’appelle boustabak.

## Habitat
Cet oiseau fréquente des milieux relativement ouverts jusque 1 200 m d'altitude.

## Comportement
Cet oiseau très grégaire prend souvent des bains de soleil, ailes et queue déployées.

## Alimentation
Ces oiseaux se nourrissent, souvent en suivant le bétail, d'arthropodes comme les sauterelles, des punaises, des araignées, des myriapodes ainsi que de petits vertébrés comme des lézards, des souris et des poissons. Ils capturent également de petits serpents et des grenouilles. Les anis chassent en groupe en formant un demi-cercle, se tenant à 2 ou 3 mètres de distance les uns des autres : lorsqu'un insecte surgit, l'oiseau le plus proche saute dessus et le saisit. Ils consomment aussi des fruits, des baies et des graines.

## Reproduction
Les Anis vivent en groupe mais forment des couples. Le nid, fait de brindilles et de feuilles, mesure environ 30 cm de diamètre et 13 cm de profondeur. Plusieurs femelles viennent y pondre successivement de 4 à 7 œufs. Le nid peut contenir 20 œufs au total, de couleur bleu verdâtre et recouverts d'une croûte calcaire. L'incubation dure de 13 à 16 jours. Les petits quittent le nid vers 5 jours. Ils circulent dans les branches à proximité en s'aidant du bec et des pattes tant qu'ils ne savent pas voler.

## Manifestations sonores
L'ani émet plusieurs types de cris. Les plus importants sont pour réunir le groupe et vérifier s'il n'y a pas de danger à proximité ou pour avertir de la présence d'oiseaux de proie.

## Croyances populaires
On dit au Brésil que sa chair vous guérit des maladies vénériennes. Au Surinam, on croit que celui qui consomme sa chair sans le savoir peut soulager son asthme.